# Coupe Challenge féminine de handball 2012-2013
Navigation
Coupe Challenge 2011-2012 Coupe Challenge 2013-2014
La Coupe Challenge 2012-2013 est la 20e édition de la Coupe Challenge de handball féminin, compétition créée en 1993.

## Formule
La coupe Challenge, a priori la moins réputée des différentes compétitions européennes, est également appelée C4.
L’épreuve débute par deux tours préliminaires, le premier est composé de quatre équipes, le second de 18 équipes qui jouent en match aller-retour la qualification pour la phase finale.
La phase finale est classique : huitièmes de finale, quarts de finale, demi-finales puis finale. Toutes les rencontres sont disputées en match aller-retour y compris la finale.

## Qualification

### Deuxième Tour
Les rencontres entre le KHF Kastrioti Ferizaj et le ZRK Max-Spor-Nova Pazova se disputent sur un terrain neutre à Szeged en Hongrie.
Tableau du deuxième tour :
| Date Aller      | Heure Aller | Nation | Club                  | Aller   | Total | Retour | Club                      | Nation | Date Retour     | Heure Retour |
| --------------- | ----------- | ------ | --------------------- | ------- | ----- | ------ | ------------------------- | ------ | --------------- | ------------ |
| 12 octobre 2012 | 18h00       |        | KHF Kastrioti Ferizaj | 16 - 31 | 36-56 | 20-25  | ZRK Max-Sport-Nova Pazova |        | 13 octobre 2012 | 13h30        |
| 14 octobre 2012 | 18h00       |        | Enosi Neolas Athienou | 22-28   | 44-64 | 22-36  | Anagennisi Artas          |        | 21 octobre 2012 | 17h00        |

### Troisième Tour
Le club du WHC Backa Palaka-Nopal  ayant déclaré forfait, le HBC Nîmes  est qualifié sans jouer.
Tableau du troisième tour :
| Date Aller       | Heure Aller | Nation | Club                       | Aller   | Total   | Retour  | Club                      | Nation | Date Retour      | Heure Retour |
| ---------------- | ----------- | ------ | -------------------------- | ------- | ------- | ------- | ------------------------- | ------ | ---------------- | ------------ |
| 5 novembre 2012  | 15h00       |        | WHC Backa Palaka-Nopal     | 0 - 10  | 0 - 20  | 0 - 10  | HBC Nimes                 |        | 6 novembre 2012  | 15h00        |
| 9 novembre 2012  | 14h00       |        | ABU Bakou                  | 32 - 24 | 57 - 40 | 25 - 16 | Anadolu University SC     |        | 10 novembre 2012 | 14h00        |
| 10 novembre 2012 | 16h00       |        | AZS Politechnika Koszalin  | 32 - 18 | 63 - 46 | 31 - 28 | HC Dnepryanka Kherson     |        | 11 novembre 2012 | 17h00        |
| 10 novembre 2012 | 15h30       |        | PAOK Thessalonique         | 18 - 31 | 41 - 56 | 23 - 25 | KSS Kielce                |        | 11 novembre 2012 | 17h30        |
| 10 novembre 2012 | 12h00       |        | Kauno Acme-Zalgiris        | 25 - 29 | 50 - 64 | 25 - 35 | DHK Banik Most            |        | 17 novembre 2012 | 13h00        |
| 10 novembre 2012 | 14h00       |        | H 65 Höör                  | 27 - 18 | 45 - 39 | 18 - 21 | Esercito Figh Futura Roma |        | 17 novembre 2012 | 21h00        |
| 16 novembre 2012 | 18h30       |        | Colégio de Gaia            | 28 - 28 | 51 - 51 | 23 - 23 | Anagennisi Artas          |        | 17 novembre 2012 | 18h30        |
| 17 novembre 2012 | 17h00       |        | Union Korneuburg           | 24 - 24 | 49 - 54 | 25 - 30 | ZRK "Zrinski" Mostar      |        | 18 novembre 2012 | 15h00        |
| 17 novembre 2012 | 17h00       |        | ZRK Maks-Sport-Nova Pazova | 32 - 31 | 59 - 55 | 27 - 24 | LK Zug Handball           |        | 18 novembre 2012 | 15h00        |

## Huitièmes de finale
Pour ces huitièmes de finale, plusieurs équipes ont demandé à jouer les deux rencontres dans la même ville.
Tableau des huitièmes de finale :
| Date Aller     | Heure Aller | Nation | Club                            | Aller   | Total   | Retour  | Club                      | Nation | Date Retour     | Heure Retour |
| -------------- | ----------- | ------ | ------------------------------- | ------- | ------- | ------- | ------------------------- | ------ | --------------- | ------------ |
| 2 février 2013 | 17h00       |        | ABU Bakou                       | 15 - 38 | 37 - 75 | 22 - 37 | AZS Politechnika Koszalin |        | 3 février 2013  | 17h00        |
| 2 février 2013 | 20h00       |        | KSS Kielce                      | 40 - 30 | 71 - 65 | 31 - 35 | Mios-Biganos HB           |        | 3 février 2013  | 16h00        |
| 2 février 2013 | 18h00       |        | Sokol Pisek                     | 20 - 34 | 35 - 63 | 15 - 29 | DHK Banik Most            |        | 3 février 2013  | 18h00        |
| 2 février 2013 | 20h00       |        | Succes Schoonmaak/VOC Amsterdam | 25 - 31 | 51 - 64 | 26 - 33 | H 65 Höör                 |        | 9 février 2013  | 14h00        |
| 3 février 2013 | 19h00       |        | ZRK Maks-Sport-Nova Pazova      | 15 - 21 | 37 - 42 | 22 - 21 | Fantasyland Samobor       |        | 9 février 2013  | 18h30        |
| 9 février 2013 | 15h00       |        | Anagennisi Artas                | 24 - 33 | 34 - 70 | 10 - 37 | Üsküdar BSK               |        | 10 février 2013 | 15h00        |
| 9 février 2013 | 20h00       |        | Spartak Kiev                    | 16 - 39 | 29 - 78 | 13 - 39 | HBC Nimes                 |        | 10 février 2013 | 14h30        |
| 9 février 2013 | 18h00       |        | ZRK Kumanovo                    | 18 - 30 | 49 - 59 | 31 - 29 | ZRK Zrinski Mostar        |        | 10 février 2013 | 16h00        |

## Phase finale
Les tirages au sort ont eu lieu le 12 février 2013 à Vienne :
|  | Quarts de finale          | Quarts de finale          | Quarts de finale | Quarts de finale |                     |                     | Demi-finales | Demi-finales | Demi-finales | Demi-finales |  |  | Finale          | Finale | Finale | Finale |
|  |                           |                           |                  |                  |                     |                     |              |              |              |              |  |  |                 |        |        |        |
|  |                           |                           |                  |                  |                     |                     |              |              |              |              |  |  | 5 - 12 mai 2013 |        |        |        |
|  |                           |                           |                  |                  |                     |                     |              |              |              |              |  |  |                 |        |        |        |
|  | ZRK Zrinski Mostar        | ZRK Zrinski Mostar        | 17               | 25               |                     |                     |              |              |              |              |  |  |                 |        |        |        |
|  | ZRK Zrinski Mostar        | ZRK Zrinski Mostar        | 17               | 25               |                     |                     |              |              |              |              |  |  |                 |        |        |        |
|  | Fantasyland Samobor       | Fantasyland Samobor       | 25               | 29               |                     |                     |              |              |              |              |  |  |                 |        |        |        |
|  | Fantasyland Samobor       | Fantasyland Samobor       | 25               | 29               | Fantasyland Samobor | Fantasyland Samobor | 25           | 18           |              |              |  |  |                 |        |        |        |
|  |                           |                           |                  |                  | Fantasyland Samobor | Fantasyland Samobor | 25           | 18           |              |              |  |  |                 |        |        |        |
|  |                           |                           | H 65 Höör        | H 65 Höör        | 17                  | 23                  |              |              |              |              |  |  |                 |        |        |        |
|  | H 65 Höör                 | H 65 Höör                 | H 65 Höör        | H 65 Höör        | 17                  | 23                  | 25           | 19           |              |              |  |  |                 |        |        |        |
|  | H 65 Höör                 | H 65 Höör                 |                  |                  |                     |                     |              | 19           |              |              |  |  |                 |        |        |        |
|  | HBC Nimes                 | HBC Nimes                 | 24               | 19               |                     |                     |              |              |              |              |  |  |                 |        |        |        |
|  | HBC Nimes                 | HBC Nimes                 | 24               | 19               | Fantasyland Samobor | Fantasyland Samobor | 24           | 17           |              |              |  |  |                 |        |        |        |
|  |                           |                           |                  |                  | Fantasyland Samobor | Fantasyland Samobor | 24           | 17           |              |              |  |  |                 |        |        |        |
|  |                           |                           | DHK Banik Most   | DHK Banik Most   | 20                  | 26                  |              |              |              |              |  |  |                 |        |        |        |
|  | KSS Kielce                | KSS Kielce                | DHK Banik Most   | DHK Banik Most   | 20                  | 26                  | 20           | 18           |              |              |  |  |                 |        |        |        |
|  | KSS Kielce                | KSS Kielce                |                  |                  |                     |                     |              |              |              |              |  |  |                 |        |        |        |
|  | Üsküdar BSK               | Üsküdar BSK               | 27               | 33               |                     |                     |              |              |              |              |  |  |                 |        |        |        |
|  | Üsküdar BSK               | Üsküdar BSK               | 27               | 33               | Üsküdar BSK         | Üsküdar BSK         | 31           | 21           |              |              |  |  |                 |        |        |        |
|  |                           |                           |                  |                  | Üsküdar BSK         | Üsküdar BSK         | 31           | 21           |              |              |  |  |                 |        |        |        |
|  |                           |                           | DHK Banik Most   | DHK Banik Most   | 27                  | 31                  |              |              |              |              |  |  |                 |        |        |        |
|  | DHK Banik Most            | DHK Banik Most            | DHK Banik Most   | DHK Banik Most   | 27                  | 31                  | 26           | 31           |              |              |  |  |                 |        |        |        |
|  | DHK Banik Most            | DHK Banik Most            |                  |                  |                     |                     |              | 31           |              |              |  |  |                 |        |        |        |
|  | AZS Politechnika Koszalin | AZS Politechnika Koszalin | 23               | 27               |                     |                     |              |              |              |              |  |  |                 |        |        |        |
|  | AZS Politechnika Koszalin | AZS Politechnika Koszalin | 23               | 27               |                     |                     |              |              |              |              |  |  |                 |        |        |        |
|  |                           |                           |                  |                  |                     |                     |              |              |              |              |  |  |                 |        |        |        |

### Quarts de finale
| Date Aller   | Club               | Aller   | Total   | Retour  | Club                      | Date Retour  |
| ------------ | ------------------ | ------- | ------- | ------- | ------------------------- | ------------ |
| 9 mars 2013  | ZRK Zrinski Mostar | 17 - 25 | 42 - 54 | 25 - 29 | Fantasyland Samobor       | 16 mars 2013 |
| 9 mars 2013  | H 65 Höör          | 25 - 24 | 44 - 43 | 19 - 19 | HBC Nimes                 | 16 mars 2013 |
| 15 mars 2013 | KSS Kielce         | 20 - 27 | 38 - 60 | 18 - 33 | Üsküdar BSK               | 16 mars 2013 |
| 9 mars 2013  | DHK Banik Most     | 26 - 23 | 57 - 50 | 31 - 27 | AZS Politechnika Koszalin | 17 mars 2013 |

### Demi-finales
| Date Aller   | Club                | Aller   | Total   | Retour  | Club           | Date Retour   |
| ------------ | ------------------- | ------- | ------- | ------- | -------------- | ------------- |
| 6 avril 2013 | Fantasyland Samobor | 25 - 17 | 43 - 40 | 18 - 23 | H 65 Höör      | 13 avril 2013 |
| 7 avril 2013 | Üsküdar BSK         | 31 - 27 | 52 - 58 | 21 - 31 | DHK Banik Most | 13 avril 2013 |

### Finale
| Date Aller | Club                | Aller   | Total   | Retour  | Club           | Date Retour |
| ---------- | ------------------- | ------- | ------- | ------- | -------------- | ----------- |
| 5 mai 2013 | Fantasyland Samobor | 24 - 20 | 41 - 46 | 17 - 26 | DHK Banik Most | 12 mai 2013 |

#### Match aller
|               | Fantasyland Samobor | 24 - 20                                | DHK Banik Most | Bogumil Toni à Samobor Affluence : 1 000 Arbitrage : Radojko Brkic, Andrei Jusufhodzic |
| Tea Golubic 9 | (16-10)             | Petra Benuskova, Michaela Janouskova 5 |                | Bogumil Toni à Samobor Affluence : 1 000 Arbitrage : Radojko Brkic, Andrei Jusufhodzic |
| ×3 ×5         | Rapport             | ×3                                     |                | Bogumil Toni à Samobor Affluence : 1 000 Arbitrage : Radojko Brkic, Andrei Jusufhodzic |

#### Match retour
|                                  | DHK Banik Most | 26 - 17                                          | Fantasyland Samobor | Sportovni hala Banik Most à Most Affluence : 1 250 Arbitrage : Katalin Pech, Maria Vagvölgyi |
| Petra Benuskova, Petra Vitkova 5 | (16-9)         | Tea Golubic, Ivana Lovrić, Iva Milanovic Litre 4 |                     | Sportovni hala Banik Most à Most Affluence : 1 250 Arbitrage : Katalin Pech, Maria Vagvölgyi |
| ×2 ×1                            | Rapport        | ×3 ×2                                            |                     | Sportovni hala Banik Most à Most Affluence : 1 250 Arbitrage : Katalin Pech, Maria Vagvölgyi |

## Les championnes d'Europe
| Championne d'Europe - Coupe Challenge 2012-2013 DHK Banik Most 1er titre |

## Statistiques

### Buteuses
| Rang | Nom               | Équipe         | Buts |
| ---- | ----------------- | -------------- | ---- |
| 1    | Hana Martínková   | DHK Banik Most | 66   |
| 2    | Jasmina Đapanović | H 65 Höör      | 55   |
| 3    | Mia Rej Bidstrup  | H 65 Höör      | 48   |